# 太陽極小期
太陽極小期是太陽週期中太陽活動最低的時期，在這段期間太陽黑子和閃焰的活動最少，經常好幾天都不會發生。極小期的日期使用12個月的平滑曲線平均值來描述，因此確認極小期的時間通常是在極小值發生之後的6個月。
與太陽極小期相對的是太陽極大期，那可能會出現上百顆太陽黑子。
太陽極小期和太陽極大期是太陽11年的活動週期中的兩個極端時期。在太陽極大期，太陽表面佈滿了太陽黑子，經常有閃焰噴發，並且將數十億噸的帶電氣體雲拋入太空中。是觀測天空中極光的好時段，但強烈的輻射卻不利於太空人的活動。動力故障、衛星的功能和通信被打斷、GPS接收器發生故障，都是太陽極大期可能發生的一些事情。
太陽極小期則不一樣，太陽黑子的數量很少 － 有時幾天或幾個星期都沒有黑子，閃焰的活動平靜。是從事太空活動最安全的時段，但是天空中的極光就平淡無奇，不會引人注目了。
在2006年4月，太陽活動的週期已經進入極小期。 （页面存档备份，存于）

## 太陽極小期的效應
太陽極小期的特徵是太陽的活動低迷，就算有太陽黑子，數量也很少。通常，因為伴隨著太陽輻射的減退，這是太空人執行太空任務最安全的時段。在太陽極小期，科學家可以依據太陽的"輸送帶" 預測未來的兩個週期。如果輸送帶移動得很快，它將清除許多來自核心的老磁場；相反的，移動的慢就只有少數的老磁場會被清除。使用這種方法預測第25個太陽週期的活動是非常溫和的，當極大期時也只有少量的太陽黑子。